# Allogalumna rotundiceps
Allogalumna rotundiceps är en kvalsterart som beskrevs av Aoki 1996. Allogalumna rotundiceps ingår i släktet Allogalumna och familjen Galumnidae. Inga underarter finns listade i Catalogue of Life.